# 薪水小偷
薪水小偷是一個源於日本文化圈的概念，日文寫作，意指在工作場合偷懶、擺爛或做私事，而沒有貢獻生產力，卻依然領取原來薪水的人。由於並沒有貢獻生產力，因此薪水就如同"偷"來的那樣。